# Jakie Nash
Arthur Lawrence Nash, detto Jakie (Thunder Bay, 5 settembre 1914 – Thunder Bay, 18 gennaio 2000), è stato un hockeista su ghiaccio canadese.
Con la nazionale del Canada ha vinto l'argento ai giochi olimpici di Garmisch-Partenkirchen 1936.

## Palmarès

### Olimpiadi invernali
- Argento a Garmisch-Partenkirchen 1936 nell'hockey su ghiaccio.